# Kalná nad Hronom
Kalná nad Hronom je obec na Slovensku v okrese Levice. Leží 8 km západně od města Levice, na pravém břehu řeky Hron. Má dvě části Kalná, původně Kálna (maďarsky Nagy-KaIna) a Kalnica (maďarsky Kis-KaIna). V roce 1990 bylo k obci přičleněno katastrální území zaniklé obce Mochovce, na kterém byla postavena Jaderná elektrárna Mochovce.

## Historie
První písemná zmínka pochází z roku 1209. V této době obec patřila do opatství v Hronském Beňadiku. V roce 1613 se dostala pod správu Turků. Obyvatelstvo bylo zaměřeno na zemědělství a chov dobytka. Nacházel se zde mlýn a lihovar. V letech 1938 až 1945 byla obec, na základě první vídeňské arbitráže, součástí Maďarska. Obce Kálna a Kálnica byly sloučeny v jednu obec 8. června 1960 pod názvem Kálna nad Hronom. V dalších letech došlo ke změně názvu na Kalná nad Hronom.

## Pamětihodnosti
- Římskokatolický kostel sv. Petra a Pavla v části Kalná, jednolodní barokní stavba z roku 1733 s polygonálně ukončeným presbytářem a představenou věží. V roce 1866 byl přefasádován v duchu neoklasicismu. Loď je zaklenuta třemi poli pruské klenby, svatyně valenou klenbou s lunetami. Nachází se zde zděný chór spočívající na arkádách. Hlavní oltář s obrazem sv. Petra a Pavla je dílem A. Göbela z roku 1874. Kazatelna je rokoková, zdobená festony z poloviny 18. století. Kamenná křtitelnice v podobě mušle pochází z druhé poloviny 18. století. Fasády kostela jsou členěny pilastry, hlavní fasáda je lemována párem nik s konchami a sochami světců sv. Jana Nepomuckého a sv. Antona Paduánského. Věž je ukončena jehlancovou helmicí.[5]

- Reformovaný kostel v Kalné, jednolodní neoklasicistní stavba z roku 1888 s polygonálním ukončením presbytáře a představenou věží. Kostel byl výrazně poškozen během druhé světové války. Obnoven byl až v roce 2014.
- Reformovaný kostel v části Kalnica, jednolodní klasicistní stavba z roku 1806 se segmentovým ukončením presbytáře a věží tvořící součást její hmoty. Fasády kostela jsou členěny lizénami, věž nárožním kvádrováním, ukončena je jehlancovou helmicí.
- Dům bojové slávy.[6]
- Pomník obětem 1. a 2. světové války.

## Partnerské obce
Palotabozsok, Maďarsko